# TOUR2011 AGE QUOD AGIS Vol.2 〔U.S. & Japan〕
『TOUR2011 AGE QUOD AGIS Vol.2 [U.S. & Japan]』（ツアー2011 アゲ・クォド・アギス ボリュームツー ユーエス・アンド・ジャパン）は日本のバンドDIR EN GREYのドキュメンタリーDVD&Blu-ray Disc。2012年7月18日発売。発売元はFIREWALL.DIV。

## 概要
- 2011年8月アメリカツアーから活動休止前の最後のライブとなった2012年1月大阪城ホール公演までを完全密着したドキュメンタリー映像集。
- DVD3枚組 (本編2枚＋特典DISC 1枚)のDVD 【初回生産限定盤】、DVD2枚組 (本編2枚)のDVD【通常盤】、Blu-ray (本編1枚)のBlu-ray【通常盤】の3パターンリリース。
- Blu-rayバージョンはDVDバージョンのディスク1,2が1枚に収められている。

## 収録曲

### MAIN DISC

#### DISC 1
TOUR2011 AGE QUOD AGIS
2011.12.22 The Grand Ballroom at the Regency Center -San Francisco, CA / U.S.-
1. 獣慾
2. OBSCURE
3. LOTUS
4. かすみ
5. 滴る朦朧
6. 「欲巣にDREAMBOX」あるいは成熟の理念と冷たい雨
7. Merciless Cult
8. THE FINAL

#### DISC 2
TOUR2011 AGE QUOD AGIS
2011.12.23 House of Blues Sunset Strip -West Hollywood, CA / U.S.-
1. 獣慾
2. ROTTING ROOT
3. THE BLOSSOMING BEELZEBUB
4. 蜜と唾
5. 「欲巣にDREAMBOX」あるいは成熟の理念と冷たい雨
6. 激しさと、この胸の中で絡み付いた灼熱の闇
7. 鼓動
8. 羅刹国

UROBOROS -that's where the truth is-
2012.1.22 大阪城ホール -Osaka / JP-
1. 狂骨の鳴り
2. THE BLOSSOMING BEELZEBUB
3. DIFFERENT SENSE

### BONUS DISC ※DVD【初回生産限定盤】のみ
UROBOROS -that's where the truth is-
2012.1.22 大阪城ホール -Osaka / JP-
1. SA BIR
2. VINUSHKA
3. RED SOIL
4. 慟哭と去りぬ
5. 蜷局
6. STUCK MAN
7. 冷血なりせば
8. 凱歌、沈黙が眠る頃